# School of the Americas Watch
Observador da Escola das Américas (em inglês SOA Watch ou School of Americas Watch) é uma organização pacifista  dedicada à denuncia das atividades da Escola das Américas, atualmente conhecida como Instituto do Hemisfério Ocidental para a Cooperação em Segurança ou (Western Hemisphere Institute for Security Cooperation em Inglês).

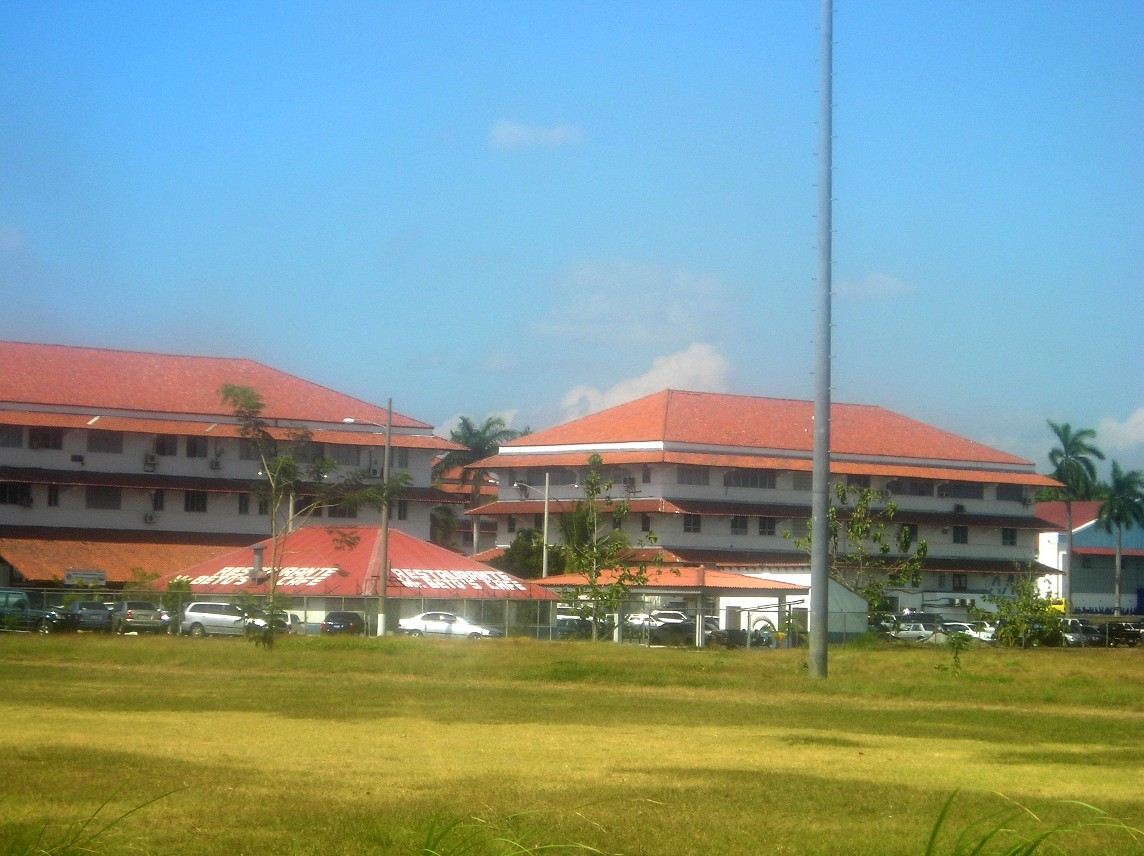
Instalações onde funcionou a Escola das Américas no Panamá.

## Origem
Inspirado pelo caso do assassinato do Arcebispo Óscar Romero, que disse que " nos que temos voz precisamos falar em nome dos que não têm", o então padre Roy Bourgeois, em 1983, acompanhado de dois companheiros e fazendo-se passar por oficiais militares, entraram no Fort Benning, onde funcionava a Escola das Américas, centro de treinamento para torturadores e assassinos atuando na América Latina.
Ele subiram em uma arvore e leram, para as tropas dentro do forte, utilizando megafones, a homilia final do Arcebispo Oscar Romero.
Bourgeois e os outros foram presos e Bourgeois foi condenado a 18 meses de prisão por invasão de propriedade Federal.
Bourgeois e os outros começaram então a pesquisar sobre as atividades da Escola das Américas, a fazer campanhas para levar o assunto ao conhecimento do publico , campanhas de esclarecimento junto ao Congresso americano e a fazer protestos pacíficos em frente as instalações da escola .
Em 1989, depois do assassinato de seis padres Jesuítas, sua ajudante e filha pequena em El Salvador, no qual estavam envolvidos formandos da Escola das Américas, surge então a SOA Watch, Observador da Escola das Américas, como organizadores de um protesto que se repete todos os anos desde então no aniversario do massacre.

## Litania "Presente!"
A Ladainha Presente! , e uma litania (ou ladainha) na qual os nomes das vitimas dos assassinatos e tortura pelos ex-alunos da Escola são recitados. A grande parte das vitimas é de pessoas da América do Sul e América Central. Entre as inúmeras vitimas esta o compositor  Victor Jara, uma das primeiras vitimas do regime de Pinochet, torturado e morto por ex-alunos da Escola das Americas, Pedro Barrientos and Hugo Sanchez, entre outros. 

A Ladainha Presente! e repetida no protesto anual feito na porta das instalações da Escola das Américas agora chamada de  Instituto do Hemisfério Ocidental para a Cooperação em Segurança. Presente! também da nome ao Jornal publicado pelo Observador da Escola das Américas.

## Artistas envolvidos na Campanha
Martin Sheen, Susan Sarandon, Adam Kufeld, Al Viola, Andi Gelsthorpe, Anna White, Ashleigh Nushawg, Barucha Peller, Beehive Collective, Benjamin Kite, Cally Golding, César Maxit, Dan Wasserman, Dan Archer, Emily Wilson, Eric Drooker, Eric J. Garcia, Favianna Rodriguez, Haik Hoisington, Heather Narbit, ILN.iNK, James Rodríguez, Jesus Barraza, Julie Maas, Joel Pett, Karen Kerney e muitos outros.

## Documentários
O documentário Father Roy: Inside the School of Assassins (1997) , narrado por Susan Sarandon, conta a historia do padre Roy Bourgeois e de sua luta pelo fechamento da chamada Escola de Assassinos atual Instituto do Hemisfério Ocidental para a Cooperação em Segurança.
- Father Roy: Inside the School of Assassins - (1997) - </ref>[10]

- School of the Americas Assassins, (1994), produzido por Robert Richter, foi indicado para o Oscar de melhor documentário curto e documenta os fatos relativos a Escola das Americas [11]

Vários outros documentários tem sido feitos sobre o assunto. Entre eles:
- Hidden in Plain Sight , (2003) de Andrés Thomas Conteris, Vivi Letsou e John Smihula.John Smilhula. [12] [13] - documentário feito por meio de entrevistas com autoridades e depoimentos de Noam Chomsky, Eduardo Galeano, Christopher Hitchens. Revela o funcionamento do centro de treinamento, por onde passaram mais de 62 mil oficiais militares latino-americanos, do Brasil, Argentina, Chile, Paraguai e Uruguai.[14]

Conta ainda a história desse centro de especialização de técnicas de tortura, desde sua criação no Panamá, em 1946, até a transferência para Fort Benning, na Geórgia, quando foi mudado o nome de Escola das Américas para Instituto de Cooperação para a Segurança Hemisférica. [ABI]
- The War on Democracy por John Pilger e produzido por Youngheart Entertainment PTY Limited,[15](2007) se centra na interferência dos EUA nos assuntos políticos da América Latina e documenta a atuação através da Escola das Américas.